# TSC Euskirchen
Der TSC Euskirchen (auch Euskirchener TSC oder ETSC genannt) ist ein deutscher Sportverein aus Euskirchen. Als Sportarten betreibt der Verein Fußball, Leichtathletik, Badminton und Turnen. Die Vereinsfarben sind Rot-Gelb-Weiß. Die Spielstätte der ersten Herrenmannschaft des ETSC ist das Heinz-Flohe-Stadion, das 5.500 Zuschauer fasst. Bekanntester ehemaliger Spieler ist Heinz Flohe, der den Verein in den 1980er Jahren auch trainierte.

## Geschichte

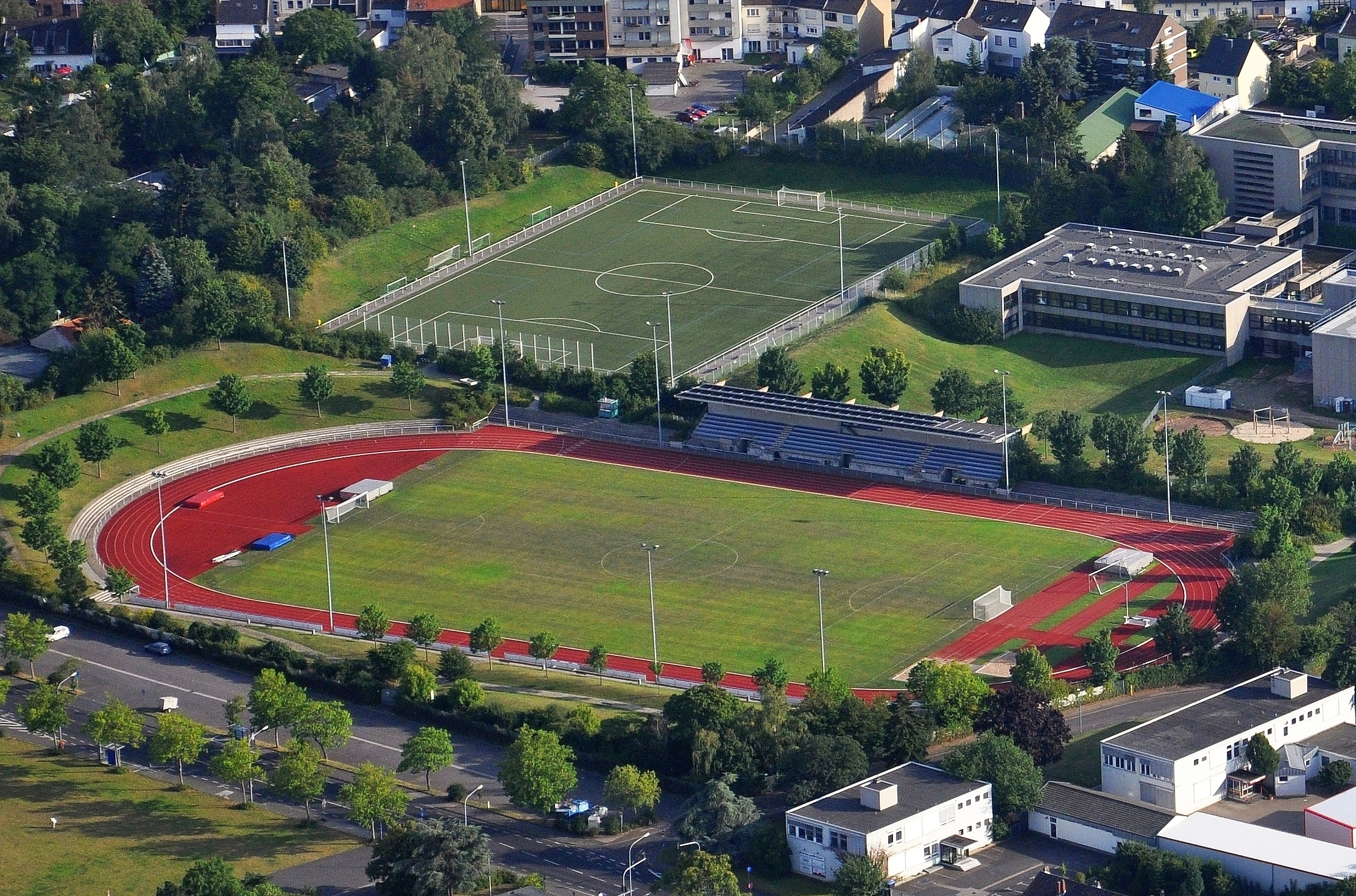
Heinz-Flohe-Stadion in Euskirchen (2012)

Im Jahr 1967 fusionierten die Euskirchener Vereine ESC und ETSV zum Großverein ETSC. Mit Beginn der Saison 1967/68 stellte man im Bereich Fußball Senioren sechs Mannschaften, die von der Landesliga bis zur 3. Kreisklasse den Spielbetrieb aufnahmen. Die mit der Fusion verbundene Hoffnung, bald in höherklassige Regionen vorzustoßen, erfüllte sich zunächst nicht. Zwischenzeitlich musste sogar der Gang in die Bezirksliga angetreten werden. Unter Trainer Heinz Flohe stieg man dann aber in zwei aufeinander folgenden Jahren wieder in die Landesliga (1982) und in die Verbandsliga (1983) auf. Hier etablierte sich der Verein, verpasste den Aufstieg in die Oberliga im Jahr 1989 aber knapp. Dieser gelang zehn Jahre später unter Trainer Hermann-Josef Werres (1999). Allerdings konnte man sich nur zwei Spielzeiten in der Oberliga Nordrhein halten. In der Saison 1999/2000 belegte man den 14. Platz, zum Ende der Saison 2000/01 musste man als Tabellenletzter den Weg zurück in die Verbandsliga antreten. Nach einigen Jahren in der Verbandsliga Mittelrhein erfolgte dann in der Saison 2004/05 der Rückzug der 1. Herrenmannschaft aus finanziellen Gründen. Die Fußballabteilung des ETSC hatte in den Jahren zuvor Steuerschulden von 47.000 € angehäuft. In der folgenden Saison wurde der Neuaufbau in der Landesliga gewagt. Sportlich gelang in der Saison 2005/06 ein ordentlicher 5. Tabellenplatz. Wenige Wochen später wurde aber bekannt, dass der Spielbetrieb für die neue Saison nicht gesichert war, sodass für die Spielzeit 2006/07 keine Mannschaft in der Landesliga gemeldet werden konnte, was den Abstieg in die Bezirksliga bedeutete. Nach dem erneuten Neuaufbau, diesmal in der Bezirksliga, gelang am Ende der Saison 2007/08 unter Trainer Nino Flohe als Meister der Bezirksliga Staffel 3 der sofortige Wiederaufstieg in die Landesliga. Dort gelang zunächst der Klassenerhalt, bevor man in der Saison 2009/10 als Tabellenzweiter der Landesliga in die Verbandsliga aufstieg. In der folgenden Saison gelang in der Mittelrheinliga nach einer großen Aufholjagd in der Rückrunde mit Platz 4 der Klassenerhalt. Nach schwachem Start in die Saison 2011/12 trat Nino Flohe im November 2011 als Trainer zurück und wurde durch Kurt Maus ersetzt.
Kurz vor Beginn der Saison 2018/19 zog der Verein die Mannschaft aus der Mittelrheinliga zurück. Drei Jahre später stieg die Mannschaft mit nur drei Punkten und 271 Gegentoren in die Kreisliga A ab.

## Ligazugehörigkeit
| - 1945–1946 Kreisklasse Köln (I) - 1946–1947 Rhein-Bezirksliga (I) - 1947–1949 Bezirksklasse Rheinbezirk (III) - 1949–1951 Bezirksklasse Rheinbezirk (IV) - 1951–1955 Landesliga Mittelrhein (III) - 1955–1956 Bezirksklasse Mittelrhein (IV) - 1956–1959 Bezirksklasse Mittelrhein (V) - 1959–1968 Landesliga Mittelrhein (IV) - 1950–1951 Bezirksklasse Rheinbezirk (IV) - 1951–1952 Kreisklasse Euskirchen (V) - 1952–1955 Bezirksklasse Mittelrhein (IV) - 1955–1956 Kreisklasse Euskirchen (V) - 1956–1959 Kreisklasse Euskirchen (VI) - 1959–1962 Bezirksklasse Mittelrhein (V) - 1962–1965 Landesliga Mittelrhein (IV) - 1965–1968 Bezirksklasse Mittelrhein (V) | - 1968–1969 Landesliga Mittelrhein (IV) - 1969–1970 Bezirksliga Mittelrhein (V) - 1970–1978 Landesliga Mittelrhein (IV) - 1978–1982 Bezirksliga Mittelrhein (VI) - 1982–1983 Landesliga Mittelrhein (V) - 1983–1994 Verbandsliga Mittelrhein (IV) - 1994–1999 Verbandsliga Mittelrhein (V) - 1999–2001 Oberliga Nordrhein (IV) - 2001–2005 Verbandsliga Mittelrhein (V) - 2005–2007 Landesliga Mittelrhein (VI) - 2007–2008 Bezirksliga Mittelrhein (VII) - 2008–2010 Landesliga Mittelrhein (VII) - 2010–2012 Mittelrheinliga (VI) - 2012–2018 Mittelrheinliga (V) - 2019–2021 Landesliga Mittelrhein (VI) - 2021–2022 Bezirksliga (VII) - 2022–2023 Kreisliga A (VIII) - 2023–2025 Kreisliga B (IX) - seit 2025 Kreisliga C (X) |

## Persönlichkeiten
- Heinz Flohe
- Oliver Fobassam
- Marlene Fuchs
- Moritz Hartmann[17]
- Karsten Hutwelker[18]
- Lukas Klünter
- Tsiy William Ndenge
- Josef Pelster
- Toni Regh
- Andrzej Rudy[19]
- Wilfried Seifert
- Hermann-Josef Werres
- Erdoğan Yeşilyurt